# Liegi-Bastogne-Liegi 1892
La Liegi-Bastogne-Liegi 1892, prima storica edizione della corsa, fu disputata il 29 maggio 1892 per un percorso di 250 km. Fu vinta dal belga Léon Houa, giunto al traguardo in 10h48'36" alla media di 23,320 km/h, precedendo i connazionali Léon Lhoest e Louis Rasquinet. 
Dei 33 ciclisti alla partenza coloro che portarono a termine la gara al traguardo di Liegi furono 17.

## Ordine d'arrivo (Top 10)
| Pos. | Corridore          | Squadra | Tempo      |
| ---- | ------------------ | ------- | ---------- |
| 1    | Léon Houa          | -       | 10h48'36"  |
| 2    | Léon Lhoest        | -       | a 22'00"   |
| 3    | Louis Rasquinet    | -       | a 44'00"   |
| 4    | Antoine Gehenniaux | -       | a 57'00"   |
| 5    | Henri Thanghe      | -       | a 59'00"   |
| 6    | Jos Berchmans      | -       | a 1h11'00" |
| 7    | Gustave Ghiot      | -       | a 1h22'00" |
| 8    | René Nulens        | -       | a 1h42'00" |
| 9    | Maurice Tips       | -       | a 1h58'00" |
| 10   | Willem Muller      | -       | a 2h31'00" |